# آختاچی شیروان
آختاچی شیروان (به لاتین: Axtaçı Şirvan) یک منطقه مسکونی در جمهوری آذربایجان است که در شهرستان حاجی‌قبول واقع شده است. آختاچی شیروان ۵۱۰ نفر جمعیت دارد.